# Леус, Дмитрий Павлович
Дмитрий Павлович Леус (1907, Марьянское — 6 декабря 1941) — советский военный, государственный и политический деятель.

## Биография
Родился в 1907 году в селе Марьянское в крестьянской семье. Член ВКП(б).
С 1922 года — на военной службе, общественной и политической работе. В 1922—1941 гг. — крестьянин в хозяйстве отца, красноармеец в пограничном отряде в Туркмении, участник борьбы с басмачеством, начальник Керкинской пограничной заставы.
Избирался депутатом Верховного Совета СССР 1-го созыва.
Участник Великой Отечественной войны, командир 2-го батальона 940-го полка 262-й дивизии Калининского фронта.
Героически погиб 6 декабря 1941 года при освобождении Эммауса под Калинином. Похоронен на гражданском кладбище в деревне Беле-Кушальское, затем перезахоронен на братском кладбище у села Кушалино Рамешковского района Калининской области.